# Stockholm Shorts
Stockholms Shorts, tidigare Stockholms fria kortfilmsfestival, är en öppen och interaktiv filmfestival i vilken publiken bidrar med film. Festivalen med 100 deltagare håller hus på Teater Pero i Stockholm sedan 2008. Stockholm Shorts motto är "man kan göra stor film med en liten kamera".[källa behövs] Festivalen anordnas av Joakim Hesselman, Love Krok Attling, Karl Lindgren och Andreas Takanen. Från och med 2012 finns det även en GBG Shorts i Göteborg.